# Слова о добрых и злых жёнах
Слова о добрых и злых жёнах (или слова о злых жёнах) — ряд взаимосвязанных произведений на одну тему, распространённых в древнерусских сборниках уже с XI века. Содержат библейские примеры «положительного» и «отрицательного» поведения и поступков жён. Часть «слов» дополняется иными материалами на ту же тему. Значительная часть этих произведений приписана Иоанну Златоусту.
Одним из основных источников древнерусских «слов» о добрых и злых жёнах является сочинение ο жёнах, помещённое в византийских «Вопросах и ответах» Анастасия Синаита. Уже в древнерусский период «слова» входят в состав Изборников Святослава (1073 и 1076 годов), Златоструя, Про́лога, Измарагда и многих других сборников.
Русские книжники, опираясь на переводную литературу, создавали оригинальные версии «слов», особенно начиная с XV века. Тексты «слов» подвижны, поэтому писцы могли разделять их, объединять, пополнять выписками изречений из Притч Соломоновых, отрывками из Пчелы, «Слова» Даниила Заточника. Некоторые «слова» содержат дополнительные тексты, не имеющие аналогий в древнерусской литературе. Наибольшее количество «слов» о добрых и злых жёнах написано в XVII и XVIII веках. В этот период в них были внесены истории из «Римских деяний», «Великого зерцала», переводных польских фацеций и жарт.

## Происхождение
Сочинение о добрых и злых жёнах присутствовало в византийской письменной традиции. Оно содержало библейские примеры и уже было приписано Иоанну Златоусту. В действительности, вероятно, оно было составлено Ефремом Сирином. Часть этого сочинения, дополненная другими отрывками, читается в «Вопросах и ответах» Анастасия Синаита. «Вопросы и ответы» были известны на Руси уже по Изборнику 1073 года. Тексты Ефрема Сирина и Анастасия Синаита, выписки из Притч Соломоновых, из Книги Премудрости Иисуса, сына Сирахова и из других книг Священного писания стали основными источниками для многочисленных «слов» о добрых и злых жёнах в древнерусских сборниках, часть из которых являются русскими сочинениями.

## В составе русских сборников
В древнерусской письменной традиции «слова» о добрых и злых жёнах чаще всего входили в сборники поучений. Самые ранние такие сборники — Изборники Святослава: Изборник 1073 года, в составе которого читается 84-я глава «Вопросов и ответов» Анастасия Синаита, и Изборник 1076 года. В последнем текст «слова» не сохранился полностью из-за утраты целой тетради. Важную роль в знакомстве русского читателя с данной темой сыграли подборки в переводных Пчелах, включающих высказывания античных и христианских писателей о женском нраве. Возможно, из подборок Пчелы изречения о жёнах были внесены в «Слово» Даниила Заточника. Поскольку «слова» о добрых и злых жёнах были приписаны Иоанну Златоусту, они вошли в состав в Златоструя и Измарагда. Κ XV веку, времени начала активного создания оригинальных версий «слов», относятся списки сочинения Даниила Заточника и списки второй редакции Пчелы (так называемой 68-главной), куда «Слово о женах» включено в качестве 27-й главы «Слова о женах» в одном из сборников Ефроси́на Белозерского. Имеется оно и в других его сборниках. С названными памятниками связано также и помещённое в составе сборника XV века «Златая Матица» сочинение, озаглавленное «А сѣ ο злых женах». «Слово» в составе Измарагда могло быть источником для «Слова» в составе Домостроя. В печатном Про́логе имеются сокращённые варианты «Слова»: под 3 июня — «Поучение к женам, да будут молчаливы», под 20 июля — «Слово Иоанна Златоустого о злых женах», под 23 июля — «Слово о женах добрых, о молчаливых и о кротких».

## Некоторые типы «слов»
В рукописях XV и XVI веков имеется ряд стабильных «слов» о добрых и злых жёнах, большая часть которых приписана Иоанну Златоусту:
- «Слово Иоанна Златоустаго о добрых (щедрых) женах» (начало: «Услышите жены заповеди божия и научитеся в молчании повиноватися мужем своим…»);
- «Слово Иоанна Златоустаго о добрых (щедрых) женах и о злых» (начало: «В посланиих к римляном апостол Павел глаголеть (менить): многи бо жены добры…»);
- «Слово Иоанна Златоустаго о злых женах» (начало: «Есть лучше в пустыни со зверми жити, неже со злою женою в дому…»).

Вариации тех же текстов:
- «Слово», помещённое в Великих Четьих-Минеях под 29 августа: «Иже во святых отца нашего Иоанна Златоустаго архиепископа Цареграда слово на усекновение честныя главы Иоанна Предтечи и о Ироде, и о добрых женах, и о злых» (начало: «Паки Иродия бесится, паки мятется, паки пляшеть, паки просит главы Иоанна Крестителя безаконнаа от Ирода усекнути»);
- «Слово», не приписанное Иоанну Златоусту, из сборника XVI века (начало: «Ничто же есть подобно злой жене, развее огнь да море, да женская злоба. Огнь бо грады пожигает, а море корабли потопляет, а злаа жена дом мужа своего стваряет»)[6].

Примерами другого типа «слов» о добрых и злых жёнах являются:
- статья из Про́лога XV века под 18 февраля, содержащая советы страшиться жены: «Мала есть злоба всяка противу злобе женьстей и жребий грешника да спадеть на ню… Не дай жене наступати на крепость твою…»;
- «Слово», составленное в виде вопросов и ответов: «Егда загориться храмина, чем ее гасити? Водою. Что более воды? Ветер… Что мочнее хмелю? Сон. Что лютее сна? Жена зла»[1][7].

## Содержание
По содержанию «слова» о добрых и злых жёнах делятся на две части:
- «Слово» на усекновение главы Иоанна Предтечи и его варианты, построенные только на библейских примерах, повествующих о жёнах, начиная с Евы, которые губят сильных и славных мужей. Приведены истории Самсона и Далилы, Иоанна Предтечи и Иродиады, Илии пророка и Иезавели, Иосифа Прекрасного, Давида, Соломона, Иова. В конце помещён вывод о том, что злая жена страшнее диких зверей, живущих в пустыне.
- Набор житейских правил и ситуаций, характеризующих как злых жён («мятеж бо в дому ревнива жена», «ничего жене зле тайны не повеждь, да не погибнеши», и др.), так и добрых («жены добры оградиша домы», «такова бо всегда благаа творить во всем животе своем»). Изображены картины домашнего хозяйства, о котором заботится добрая жена, работ и купли, совершаемых женой. Приведены наставления о воспитании дочерей и рекомендации жёнам жить в согласии с мужьями, быть послушными и молчаливыми, особенно в церкви[1].

### Мирские притчи
В «слова» о добрых и злых жёнах включались различные мирские притчи — краткие сюжетные повествования: о муже, плачущем по умершей злой жене, в страхе, как бы новая не оказалась еще хуже; о муже, продающем детей от злой жены; ο старухе, глядящейся в зеркало; ο женившемся на богатой вдове; ο муже, притворившемся больным; ο посекшем первую жену и просящем за себя другую; ο муже, которого звали на зрелище игр обезьян и др. Имелись и более пространные притчи — из Судов царя Соломона о вельможе Декире и испытании женского ума (читается в Палее).
В трёх сборниках Ефросина «слова» о добрых и злых жёнах традиционны и не выходят за рамки своих книжных источников. Однако в «Слове о женах о добрых и о злых» в составе одного из сборников Кирилло-Белозерского монастыря средняя часть не соотносится с какими-либо другими известными текстами. Эта наиболее оригинальная часть «Слова» представляет собой диалог, в котором противопоставляется поведение доброй и злой жены. Ласковой, заботливой, любящей жене, в каждом примере даётся антипод — жена, ненавидящая своего мужа, которая стремится не просто причинить ему зло, но и убить его. Источником этих диалогов, по мнению М. Д. Каган-Тарковской, является фольклор. Диалоги напоминают разыгранную скоморохами сценку, в которой каждая ситуация представлялась в лицах. Лексика и разговорный тон чередующихся фраз диалога подтверждает простонародный характер этих сцен. Заключительная часть этого «Слова» Ефросина композиционно приспособлена к средней части и тоже состоит из разговоров, действующим лицом которых выступает как бы сам автор, несколько раз упомянувший своё участие в них («видѣх», «аз рекох»). В «Слове о женах о добрых и о злых» ярко проявилось тяготение Ефросина к светским сюжетам. Во всех изречениях, притчах и сценах предполагаются светские, житейские, семейные ситуации. Сочинения Ефросина были опосредствованно связаны со Словом Даниила Заточника. Монах продолжил традицию неизвестного автора XII века, сочетая в «Слове о женах о добрых и о злых» книжные и фольклорные образы, обращаясь к стилю скоморошьих сцен и создавая произведение одновременно нравоучительное и занимательное.
Большое число уникальных текстов имеется в составе «Слова о злых женах» в сборнике «Златая Матица». Из числа притч, представленных в этом «слове», только одна, ο старухе, глядящейся в зеркало, восходит к византийскому источнику. Остальные, встречающиеся также в 68-главной Пчеле, сочинении Даниила Заточника и сборнике Ефросина, а также в большом числе списков «слов» о добрых и злых жёнах XVI—XX веков, известны только в древнерусской письменной традиции. В состав «Слова» в «Златой Матице» включён также ряд мирских притч, тематически выходящих за рамки, определённые заглавием. Большая часть этих дополнительных текстов не имеет аналогий в древнерусской литературе.

## Значение
«Слова» о добрых и злых жёнах относятся к числу дидактических учительных произведений, предназначенных для домашнего назидательного чтения, наглядно внушавших правила семейных отношений. Русский книжник в подборе иллюстраций к этим правилам изображал женщину гиперболизированно: добрая жена рисуется средоточием всех христианских добродетелей, злая жена — якобы страшнее всех зол, она лишает мужа счастья на земле и ввергает его в вечную погибель после смерти.

### Издания
- Строев С. Описание памятников славяно-русской литературы, хранящихся в публичных библиотеках Германии и Франции. — М., 1841. — С. 123—124;
- Шевырев С. Поездка в Кирилло-Белозерский монастырь. — М., 1850. — С. 39;
- Варлаам. Описание сборника XV столетия Кирилло-Белозерского монастыря // Учен. зап. Второго отд. имп. Академии наук. — 1859. — Кн. 5. — С. 65;
- «В 29 день месяца августа Слово Иоанна Златоустого на усекновение главы Иоанна Предтечи и о Иродии и о добрых женах и о злых». Литографированное издание списка с рукописи XV в. из библиотеки Святейшего Синода в С. Петербурге № 78. Гл. 11, л. 76—90. — СПб., 1877. (Изд. ОЛДП. № 57);
- Пономарев А. И. Памятники древнерусской церковно-учительной литературы. — СПб., 1897. — Вып. 3. — С. 119—124, № 60, 61, 62;
- Симонии П. Описание рукописного сборника Кирилло-Белозерского монастыря XV века // СОРЯС. — 1922. — Т. 100. — № 2. — С. 6—10.
- Каган-Тарковская М. Д. «Слово о женах о добрых и о злых» в сборнике Ефросина [Сборник Кирилло-Белозерского монастыря 6/1083, КБ-6] // Культурное наследие Древней Руси. Истоки. Становление. Традиции / АН СССР. Отделение литературы и языка. Институт русской литературы (Пушкинский Дом). М. : Наука, 1976. С. 383, 384.
- Слово о злых женах (Подготовка текста, перевод и комментарии А. Г. Боброва) [Текст «Слова о злых женах» публикуется по списку «Златой Матицы» (РНБ, ф. 905 (НСРК), 1946 г., № 35/2 F, лл. 141—143 об.), датируемому по водяным знакам второй половиной 70-х — началом 80-х гг. XV в.] // Библиотека литературы Древней Руси / РАН. ИРЛИ; Под ред. Д. С. Лихачёва, Л. А. Дмитриева, А. А. Алексеева, Н. В. Понырко. — СПб. : Наука, 1997. — Том 7 (Вторая половина XV века). — Электронная версия. Электронные публикации Института русской литературы (Пушкинского Дома) РАН.

### Исследования
- Сухомлинов М. О псевдонимах в древней русской словесности. — СПб., 1855. — С. 15—33;
- Пыпин А. Н. Очерк литературной истории старинных повестей и сказок русских. — СПб., 1857. — С. 269—275;
- Лавровский Н. Памятники старинного русского воспитания // ЧОИДР. — 1861. — Кн. 3. — Отд. II. — С. 21—28.
- Веселовский А. Н. Славянские сказания о Соломоне и Китоврасе и западные легенды о Морольфе и Мерлине. — СПб., 1872. — С. 86—91;
- Срезневский И. И.. Сведения и заметки. — Ч. 2, № LVI. — С. 303;
- Архангельский А. С. К изучению древнерусской литературы : (Творения отцев церкви в древнерусской письменности). — СПб., 1888. — С. 48—49;
- Архангельский А. С. Творения отцев церкви в древнерусской письменности : (Извлечения из рукописей и опыты историко-литературных изучений). — Казань, 1890. — Вып. 4. — С. 171—193;
- Сперанский M. H. Переводные сборники изречений в славяно-русской письменности : Исследование и тексты. — М., 1904. — С. 405—406, 565—566;
- Адрианова-Перетц В. П. Человек в учительной литературе Древней Руси // ТОДРЛ. — Л., 1972. — Т. 27. — С. 25—26;
- Гpанстрем Е. Э. Иоанн Златоуст в древней русской и южнославянской письменности (XI—XV вв.) // ТОДРЛ. — Л., 1980. — Т. 35. — С. 352, 355, 369, № 27, 45, 110.